# Leo Winkel
Leo Winkel (* 15. September 1885 in Köln; † 12. März 1981 in Duisburg) war ein deutscher Konstrukteur.

## Wirken
Nach einem Architekturstudium arbeitete er erst als Baumeister (heutige Berufsbezeichnung Architekt/Bauingenieur) bei der Gewerkschaft Deutscher Kaiser, einer Grube in Hamborn und ab 1916 bei der Thyssen AG in Hamborn, bis er sein eigenes Unternehmen gründete. Bis zur Gründung baute Winkel für Thyssen Werksanlagen und Werkswohnungen. Bekannt wurde er aber für seine Luftschutztürme. Weil seine Arbeit kriegswichtig war, wurde er nicht zum Kriegsdienst eingezogen.
Er entwarf die nach ihm benannten Luftschutztürme der Bauart Winkel, bei denen es sich um Hochbunker handelt. Diese Spitzbunker werden im Volksmund auch Betonzigarre oder Zuckerhut, im Englischen ant hill bunker (Ameisenhügel-Bunker) genannt. Am 18. September 1934 wurde die Konstruktionsidee als Patentanmeldung beim Reichspatentamt eingereicht und am 9. April 1938 als Patent erteilt.
Die Firmenanmeldung Winkel & Co. Duisburg zum Bau von Luftschutztürmen datiert vom 31. Dezember 1936. Das Gründungskapital betrug 15.000,- RM. Die Winkeltürme, die je nach Auslegung bis zu über 600 Personen fassten, wurden entwickelt und nach Lizenzvergabe auch von zwölf führenden großen Bauunternehmen Deutschlands errichtet. Es wurden rund 200 Winkeltürme erbaut. Sie stehen heute, soweit sie erhalten sind, zum größten Teil unter Denkmalschutz.
Nach dem Zweiten Weltkrieg war er weiter als Architekt tätig. Er wurde in Dinslaken beerdigt.

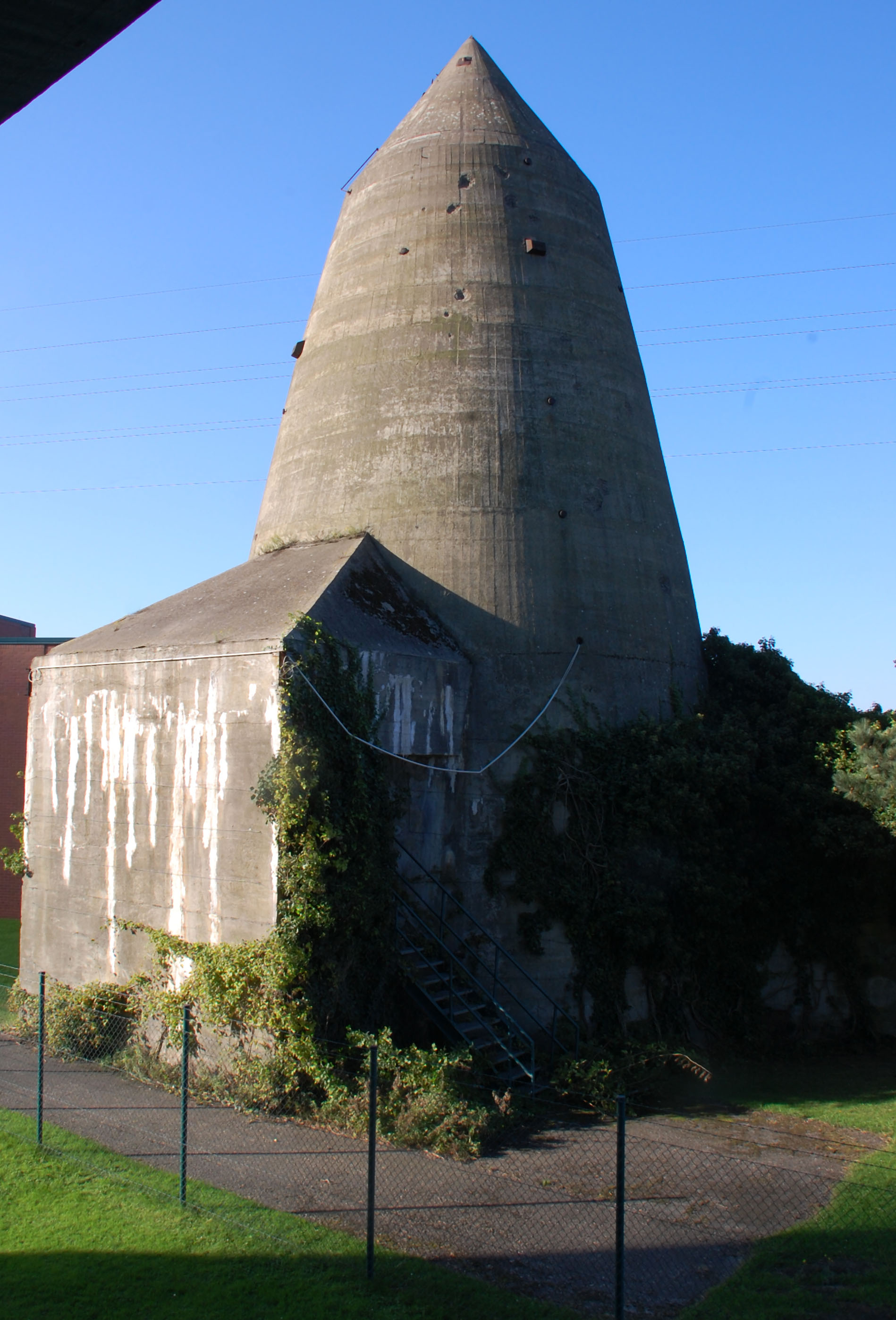
Luftschutzturm in Knapsack am Kraftwerk Goldenberg
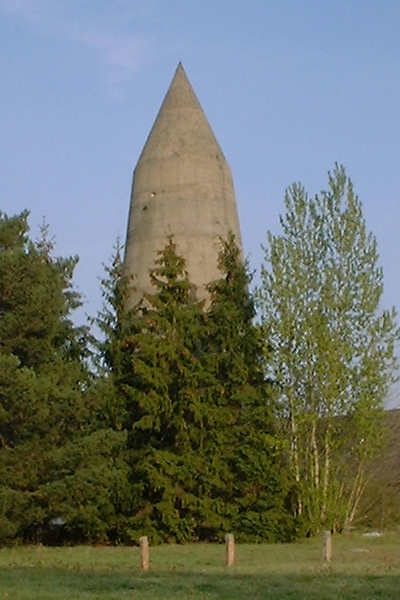
Luftschutzturm in Gießen
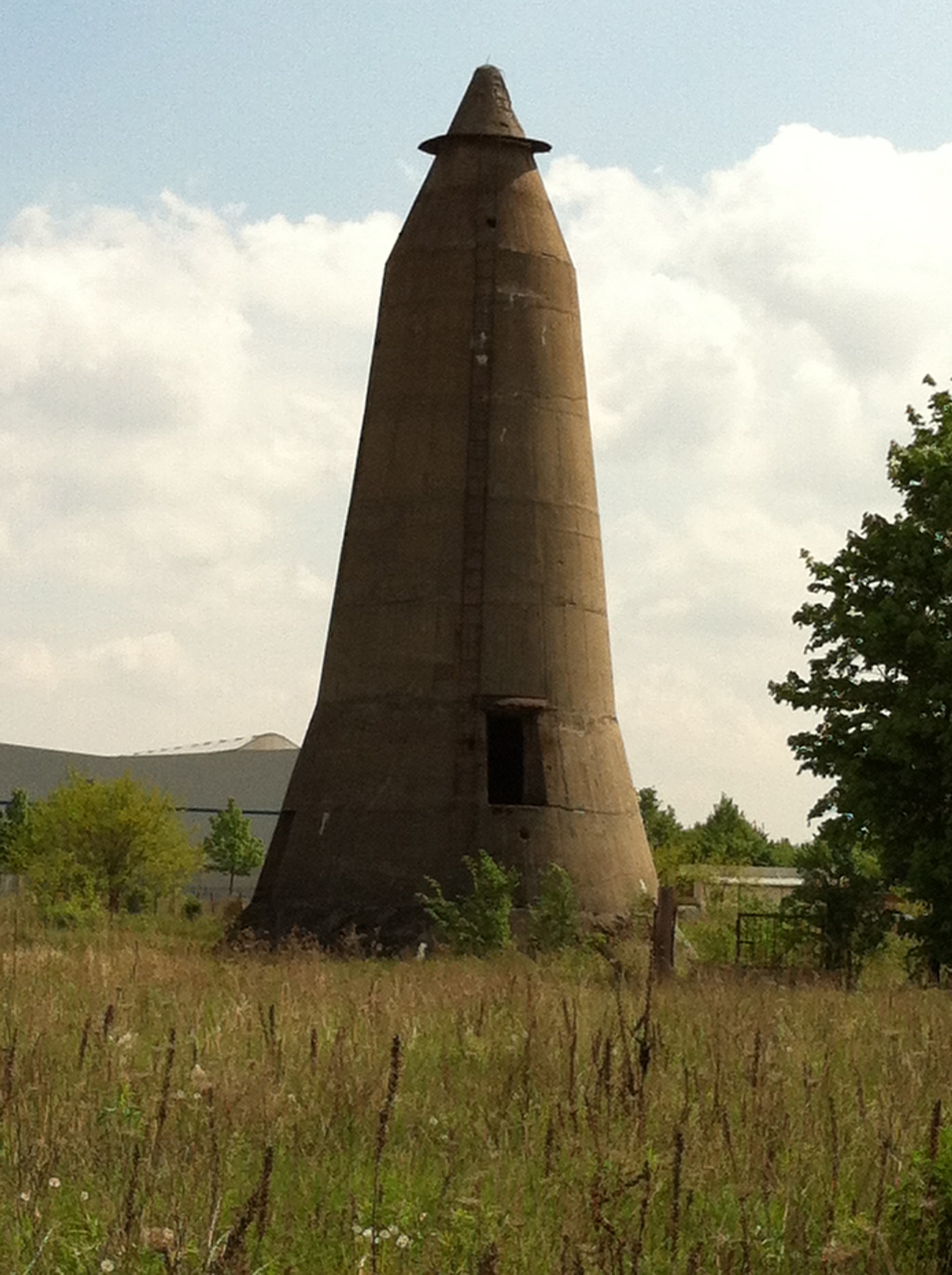
In Falkensee
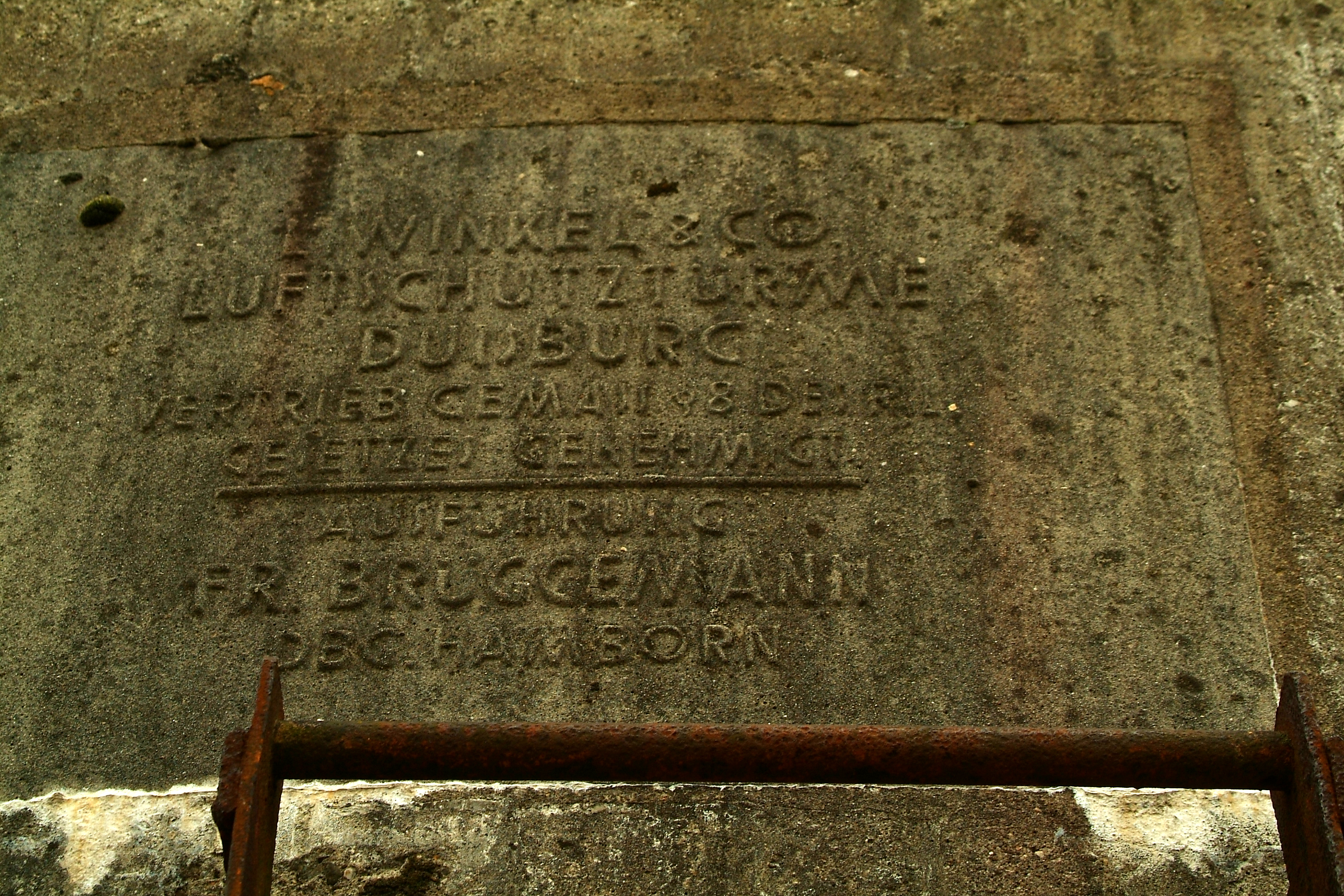
Details am Luftschutzturm in der Fuhsestraße in Hannover